# Onze-Lieve-Vrouw-Oorzaak-onzer-Blijdschapkerk

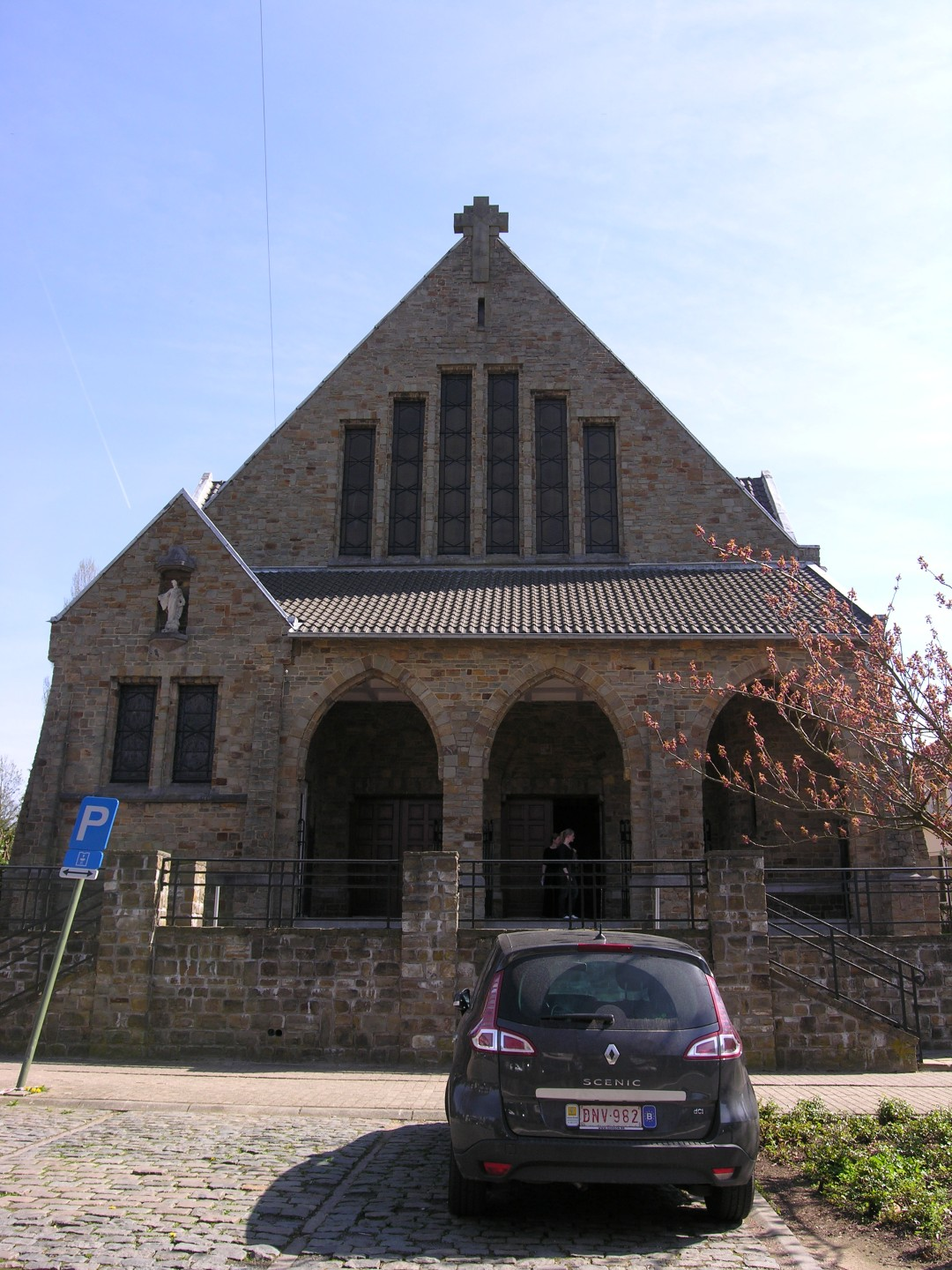
Onze-Lieve-Vrouw-Oorzaak-onzer-Blijdschapkerk

De Onze-Lieve-Vrouw-Oorzaak-onzer-Blijdschapkerk is een rooms-katholiek kerkgebouw in de Vlaams-Brabantse plaats Sint-Genesius-Rode, gelegen aan het Onze-Lieve-Vrouw-Voorplein 15A.

## Geschiedenis
De kerk werd gebouwd voor de wijk De Hutten, waarvan in de jaren '20 van de 20e eeuw het inwonertal sterk toenam. Omstreeks 1930 werd een nieuwe parochie gesticht en een pastorie gebouwd waar aanvankelijk de Missen werden opgedragen. In 1935-1936 werd een definitieve kerk gebouwd naar ontwerp van Frans Vandendael.

## Gebouw
Het betreft een zaalkerk met een naar art deco neigende architectuur. De gevelbekleding is van breuksteen terwijl voor de constructie beton werd toegepast. Er werden grote spitsbogen gebruikt, wat vooral opvalt bij het ingangsportaal.
De kerk heeft een dakruiter.

## Interieur
Het interieur is sober. Reliëfs in messing werden gebruikt voor de kruiswegstaties en enkele andere kunstwerken.